# Robert Badinter
Robert Badinter (Paris, 30 de março de 1928 – Paris, 9 de fevereiro de 2024) foi um advogado criminalista, professor de ensino superior e político francês que ficou conhecido por seu empenho para abolir a pena capital em seu país. Membro do Partido Socialista, Badinter foi Ministro da Justiça, Presidente do Conselho Constitucional durante o governo de François Mitterrand e Senador pelo departamento de Hauts-de-Seine.

## Primeiros anos
Robert Badinter nasceu em 30 de março de 1928 em Paris, filho de Simon Badinter e Charlotte Rosenberg. Sua família era de judeus da Bessarábia que imigraram para a França em 1921 a fim de escapar dos pogroms. Durante a Segunda Guerra Mundial, após a ocupação nazista de Paris, sua família buscou refúgio em Lyon. Seu pai foi capturado em 1943 na Rue Sainte-Catherine Roundup e deportado com outros judeus para o campo de extermínio de Sobibor, onde foi assassinado pouco depois.
Badinter formou-se em Direito pela Faculdade de Direito de Paris da Universidade de Paris. Ele então foi para os Estados Unidos para continuar seus estudos na Universidade de Columbia, em Nova York, onde obteve seu mestrado. Ele continuou seus estudos novamente na Sorbonne até 1954. Em 1965, Badinter foi nomeado professor da Universidade de Sorbonne. Ele continuou como professor emérito até 1996.

## Carreira política

### Luta pela abolição da pena capital
A batalha de Badinter contra o uso da pena capital começou após a execução de Roger Bontems em 28 de novembro de 1972. Junto com Claude Buffet, Bontems fez dois reféns durante a rebelião de 1971 na prisão Clairvaux. Durante a intervenção policial, Buffet cortou a garganta dos reféns. Badinter era o advogado de Bontems e, apesar de ter sido estabelecido durante o julgamento que Buffet era o único responsável pelas mortes, o júri decidiu sentenciar ambos à morte. A aplicação da pena de morte a uma pessoa que não matou ninguém deixou Badinter tão furioso que ele decidiu dedicar o resto de sua vida na luta para a abolição da pena capital.
Assim sendo, Badinter aceitou defender Patrick Henry. Em janeiro de 1976, o menino Philipe Bertrand, de oito anos de idade, foi sequestrado. Patrick Henry foi o primeiro suspeito da polícia, mas foi logo liberado por falta de provas. Após sua libertação, ele deu uma entrevista na televisão dizendo que quem sequestrou o menino merecia morrer. Poucos dias depois, ele foi preso novamente, e a polícia encontrou o corpo de Philippe escondido num lençol debaixo de sua cama. Badinter e Robert Bocquillon defenderam Henry, usando o caso dele como publicidade contra a pena de morte. A defesa ganhou, e Henry foi sentenciado à prisão perpétua.
A pena de morte foi aplicada mais três vezes na França, entre 1976 e 1981, mas cada uma dessas execuções ganhou grande destaque na mídia devido aos esforços de Badinter e Bocquillon em fazer publicidade contra a pena capital no caso de Henry.

### Ministro da Justiça
Em 1981, François Mitterrand foi eleito Presidente da França e Badinter foi nomeado Ministro da Justiça. Uma de suas primeiras ações foi a criação de uma lei abolindo a pena de morte para todos os crimes, aprovada após uma calorosa sessão do Parlamento em 30 de setembro de 1981.
Durante seu mandato, também aprovou várias outras leis, como:
- Abolição dos julgamentos de exceção, como aqueles realizados pela Corte de Segurança do Estado, e de julgamentos militares durante tempos de paz.
- Consolidação de liberdades privadas, como a diminuição da idade de consentimento para relações homossexuais.
- Melhoria dos direitos das vítimas (qualquer condenado pode apelar para a Comissão Europeia dos Direitos Humanos e para a Corte Europeia dos Direitos Humanos).
- Desenvolvimento de penas sem a perda de liberdade (como trabalho para criminosos menos graves).

Badinter continuou no ministério até 18 de fevereiro de 1986.

### 1986-1995
De março de 1986 até março de 1995, Badinter foi Presidente do Conselho Constitucional da França. Em 24 de setembro de 1995, assumiu o cargo de Senador pelo departamento de Hauts-de-Seine.
Em 1991, foi apontado pelo Conselho da União Europeia como membro da Comissão Arbitrária da Conferência de Paz na Iugoslávia. Foi eleito Presidente da Comissão pelos outros quatro membros, todos membros de Cortes Constitucionais na Comunidade Europeia. A Comissão Arbitrária listou onze conselhos levantados após a partilha da Iugoslávia.

## Vida pessoal e morte
Badinter casou-se com a filósofa e escritora feminista Élisabeth Bleustein-Blanchet, filha de Marcel Bleustein-Blanchet, que foi o fundador da Publicis, uma empresa multinacional de publicidade e relações públicas. Ele morreu em Paris na noite de 8 para 9 de fevereiro de 2024, aos 95 anos.